# SS Laurentic (1908)
El SS Laurentic fue un transatlántico británico de la compañía naviera White Star Line. Era propulsado por tres hélices y poseía una chimenea. Durante la Primera Guerra Mundial, fue tocado por dos minas y hundido el 25 de enero de 1917.

## Construcción
La Dominion Line Steamship Company operaba un servicio de buques de pasajeros, exitoso en la ruta Liverpool-Canadá a finales del siglo XIX y principios del siglo XX. Sus navíos se habían vuelto obsoletos, por lo que en 1907 fueron ordenados dos nuevos transatlánticos a la compañía Harland and Wolff: el SS Alberta y el SS Albany. Al año siguiente, la White Star compró el incompleto Alberta de la Dominion Line, que fue terminado y botado el 9 de septiembre de 1908. La White Star compró también el Albany, que estaba, al igual que su gemelo, incompleto, y fue terminado.

## Servicio con la White Star
El Alberta pasó a llamarse Laurentic y su hermano el Albany se convirtió en el Megantic. En ese momento, los dos eran los barcos más grandes construidos para el servicio canadiense y fueron utilizados como experimentos a gran escala para decidir los mecanismos de propulsión de la futura clase Olympic. El Megantic fue construido con dos hélices y con motores de cuádruple expansión, mientras que el Laurentic, con el mismo casco y la misma potencia, se le dio una configuración con tres hélices: las dos hélices laterales eran propulsadas por los motores de triple expansión, mientras que la hélice central era propulsada por una turbina de vapor de baja presión, utilizando el vapor de escape de los dos primeros motores. Esta disposición se eligió para usarla en los tres buques de la clase Olympic.
El Laurentic se puso en marcha en 1908 y entró en servicio entre Liverpool y la ciudad de Quebec el 29 de abril de 1909. Sirvió en la ruta Liverpool-Canadá, y ganó notoriedad en la captura del asesino Hawley Harvey Crippen, en la que el inspector Walter de la Policía Metropolitana utilizó la velocidad del Laurentic para llegar a Canadá antes que el fugitivo en el SS Montrose. 
La nave estaba en Montreal cuando comenzó la Gran Guerra. 

## Transformación a transporte de tropas y hundimiento

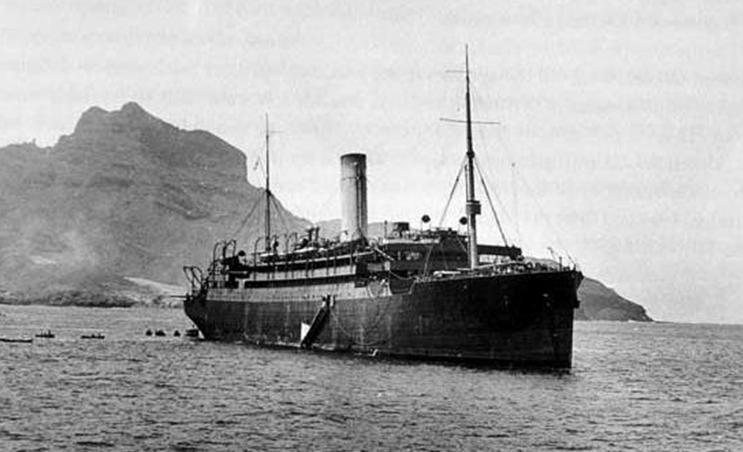
El HMT Laurentic trasportando tropas durante la Primera Guerra Mundial.

El Laurentic fue transformado inmediatamente en transporte de tropas de la Fuerza Expedicionaria Canadiense. Tras la conversión al servicio de crucero mercante armado, en 1915 golpeó dos minas en Lough Swilly, en el norte de Irlanda, el 25 de enero de 1917 y se hundió en una hora. Solo 121 personas de las 475 que había a bordo sobrevivieron.

## Pecio
Además de sus pasajeros y tripulación, el barco transportaba alrededor de 43 toneladas de lingotes de oro guardados en la sala de equipajes de segunda clase. En el momento en que el oro fue valorado en £ 5 millones, aproximadamente £ 250 millones en 2007. Buzos de la Marina Real hicieron más de 5.000 inmersiones en el pecio entre 1917 y 1924 y se recuperó casi el 1% de los lingotes. Aún al día de hoy 22 lingotes de oro permanecen en el fondo del mar, tal vez bajo las partes del casco, la última parte del oro recuperado por la Royal Navy estaba a unos 10 metros (33,8 pies) bajo el lecho marino, por lo que el oro restante sería difícil de alcanzar.